# Niepars
Niepars település Németországban, Mecklenburg-Elő-Pomeránia tartományban. Lakosainak száma 2508 fő (2023. december 31.).

## Népesség
A település népességének változása:
| Lakosok száma | 1810 | 2480 | 2532 | 2511 | 2508 |
|               | 2017 | 2019 | 2021 | 2022 | 2023 |